# Архипов, Николай Васильевич (хозяйственный деятель)
Никола́й Васи́льевич Архи́пов (1927—1996) — советский, российский хозяйственный деятель, заслуженный работник народного хозяйства Карельской АССР (1977).

## Биография
В 1949 году окончил Сибирский государственный металлургический институт имени Серго Орджоникидзе.
В 1949—1958 годах работал на Иркутском заводе тяжёлого машиностроения.
В 1958—1963 годах — главный инженер завода «Усольмаш».
В 1963—1966 годах работал главным инженером, затем начальником Управления машиностроения Восточно-Сибирского совнархоза в Иркутске.
В 1966—1980 годах — директор производственного объединения «Тяжбуммаш» в Петрозаводске.
С 1980 года — начальник управления Министерства химического и нефтяного машиностроения СССР, заместитель Министра химического и нефтяного машиностроения СССР. В 80-е годы вел строительство газопровода Уренгой-Ужгород (от Министерства химического и нефтяного машиностроения) вместе с Виктором Степановичем Черномырдиным (тогда заместителем Министерства нефтяной и газовой промышленности). По его воспоминаниям все вопросы строительства и монтажа оборудования решались на еженедельных совместных совещаниях специалистов двух Министерств, которые поочередно вели Архипов и Черномырдин. После завершения строительства оба лидера заболели. Черномырдин оправился и стал премьер-министром, а Архипов Н.В. ушел на пенсию, долго болел, потом работал в Китае представителем ПО "Петрозаводскмаш" и умер в Москве после операции на сердце.
Построенный газопровод позволил России сохранить экономическую независимость в 90-е годы и поднять экономику в 2-х тысячные годы.

## Сочинения
- Архипов Н. В . «Тяжбуммаш» в строю. — Петрозаводск, 1970 (в соавт.)
- Архипов Н. В ., Репин Б. М. «Петрозаводскмаш» на новых рубежах. — Петрозаводск: Карелия, 1979.